# Holsworthy, New South Wales
Holsworthy este o suburbie în Sydney, Australia.